# Amblyseius firmus
Amblyseius firmus är en spindeldjursart som beskrevs av Ehara 1967. Amblyseius firmus ingår i släktet Amblyseius och familjen Phytoseiidae. Inga underarter finns listade i Catalogue of Life.